# Valeriano (Legione Tebea)
San Valeriano fu, secondo la tradizione, un soldato della legione Tebea che, raggiungendo Cumiana, si sarebbe dedicato alla diffusione del Cristianesimo, per questo decapitato da un gruppo di soldati. 
Prima di morire si inginocchiò su una pietra, sulla quale rimasero le impronte delle sue ginocchia.